# Ódélarab nyelvek
Az ódélarab, másik nevén epigrafikus (feliratos) délarab (himjári, a Himjári királyságról vagy szajhadi, a Szajhadi királyságról) négy, az ókorban az Arab-félsziget déli részén, az i. e. 9. és i. sz. 6. század között beszélt, egymással rokon, önálló írásrendszerrel rendelkező sémi nyelv gyűjtőneve, mely a félsziget déli területein élő népek között kialakult, úgynevezett délsémi nyelvek legősibb formája. Elnevezése ellenére a klasszikus arab nyelvtől különálló csoportot képez, neve a földrajzi elhelyezkedésére utal. Hatalmas mennyiségű (10 000 körüli) feliratból és néhány egyéb ókori szövegből ismeretes. Önálló írásrendszere az ódélarab írás.
Az ide tartozó négy nyelv a szabái (vagy szabá, a Bibliából is ismert Sábai királyság nyelve, mely a fordítás nyomán (Ésaiás 45:14, Ezékiel 23:42) a magyarban szabeusként honosodott meg), a máini (minai, madhabi, a magyarban gyakran mineus), a katabáni és a hadramauti. Beszélt nyelvként való kihalásuk az i. sz. 4. és 7. század közé tehető, de egyértelműen csak az iszlám és a vele együtt terjedő klasszikus arab nyelv hatására szűntek meg.

## A nyelvcsoport besorolása
Az ódélarab nyelvek elhelyezkedése és rokonsága a többi sémi nyelvvel máig nem teljesen tisztázott, ezért erre több modell is létezik. A hagyományos (régebbi) felosztás szerint az ódélarab az arabbal, az újdélarab nyelvekkel (melyek nem leszármazottjai az ódélarabnak, hanem a modern arab dialektusai), valamint az etiópiai sémi (ethiosemitic) nyelvekkel együtt alkották a délsémi nyelvek ágát.
Az újabb csoportosítások azonban az ódélarabot nyelvtani sajátosságai miatt már nem a délsémi nyelvek közé helyezik, hanem az arabbal és az északnyugati sémi nyelvekkel (héber, arám stb.) együtt egy új kategóriában, mint központi (centrális) sémi nyelveket kezelik.
Ma már az a korábban széles körben elterjedt és a régebbi szakirodalomban fellelhető nézet is érvényét vesztette, mely szerint az etióp geez (ge’ez) nyelv az ódélarab közvetlen leszármazottja lenne.
A délarab nyelveknek létezik egy másik - pusztán területi alapú - felosztása is, melyben az ódélarab mellett a modern délarab nyelveket is felsorolják, így adva a területnek az ókortól napjainkig tartó nyelvi folyamatosságot. Ez a felosztás is érvényes, ekkor azonban tudni kell, hogy az iszlám elterjedése korában a területen élők körében nyelvcsere történt, s nevük ellenére az ó- és újdélarab nyelvek nem állnak leszármazási kapcsolatban egymással.

## Az ódélarab nyelvek felosztása

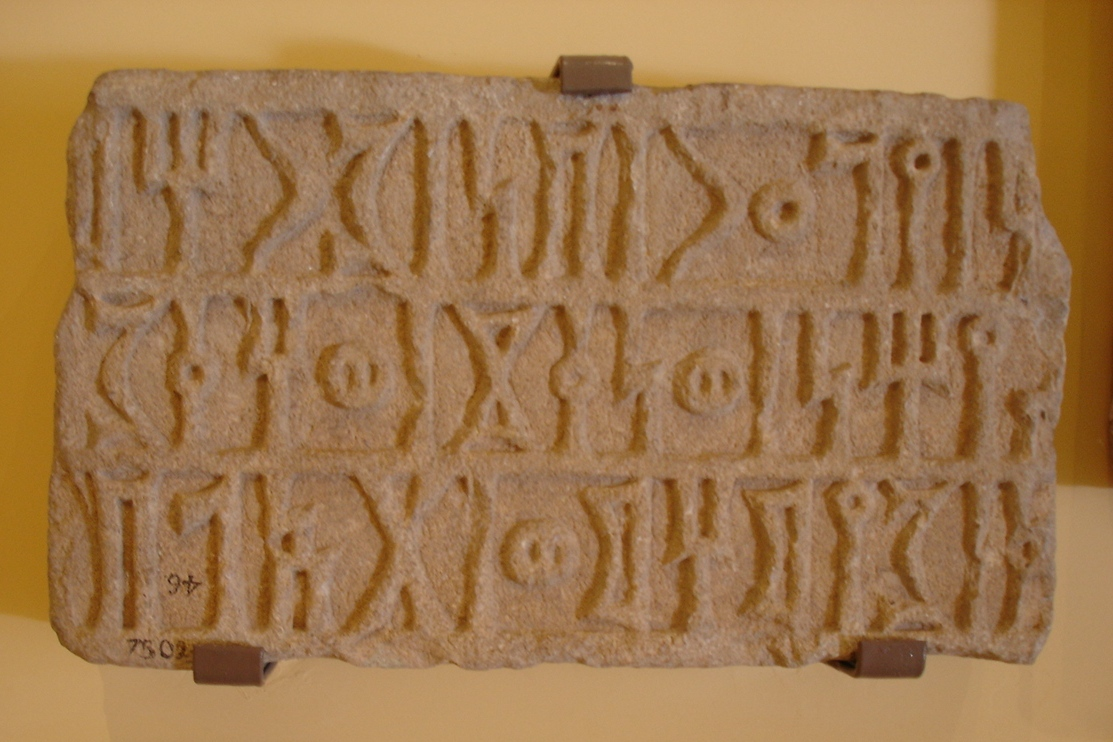
Jemeni ódélarab feliratos kő. Archaeológiai Múzeum, Isztambul

Az ódélarab négy fő dialektusra vagy nyelvváltozatra tagolódik, melyek az őket beszélő királyságokról kapták neveiket.
- szabeus (szabái): A Sábai királyság és a késői Himjári királyság nyelve, mintegy 6000 felirattal dokumentálva.
  - ószabeus: az i. e. 8. és 2. század között;
  - középszabeus: az i. e. 1. és az i. sz. 4. század között:
    - harámi (amiríti): a Máintól északra fekvő területek nyelve;
    - középső szabeus: a központi sábai terület feliratainak nyelve;
    - déli szabeus: a radmani és himjári feliratok nyelve;
    - „pszeudo-szabeus”: Nadszrán és környékének nyelve;

  - késői szabeus: az 5. és 6. században;
- máini (madhabi, mineus): az i. e. 8. és 2. század között Dzsauf és Haram városállamok és a késő-máini kereskedelmi kolóniák nyelve (Máinon kívül Dédán és Madá'in Szalih kolóniákon, valamint Egyiptomban és Déloszon is megtalálhatóak). Körülbelül 500 felirat képviseli.
- katabáni: A Katabán királyság nyelve az i. e. 5. és az i. sz. 2. század között. Körülbelül 2000 felirattal.
  - auszáni (awszani): az i. e. 8. és az i. e. 1. / i. sz. 1. század közötti Auszan (Awsan) királyság nyelve, mindössze körülbelül 25 felirattal dokumentált. A katabánitól csak kis mértékben különbözik.
  - Egyéb variánsok, mint például a radmani törzsek nyelve.
- hadramauti (hadrámi): Hadramaut nyelve, az i. e. 5. és az i. sz. 4. század között. Körülbelül 1000 felirat, ezek közül egy Déloszon.

A fenti dialektusok közül a szabeus úgynevezett „h-nyelv”, míg a többi úgynevezett „sz-nyelv”, ami azt jelenti, hogy a szabeusban a 3. személyű személyes névmás és a tárgyrag „h”-t mutat, míg a többiben „sz”-t (s1). Legarchaikusabb közülük a katabáni.

## A nyelv forrásai
Az ódélarab meglehetősen jól dokumentált nyelvi csoport, a korpuszt mintegy 10.000 felirat teszi ki, szókészlete pedig 2500 körül mozog, ami egy szinte csak feliratokból ismert nyelvnél igen jelentősnek mondható. A feliratok elsősorban adományozási és felajánlási (votív, illetve dedikációs) jellegűek (sztéléken, kőlapokon, templomi tárgyakon), építési feliratok, történeti-dokumentatív jellegű, kisebb részben irodalmi szövegek, még kisebb részben személyes feljegyzések.

## Az ódélarab nyelvtani áttekintése

### Fonetika
Az ódélarab 29 mássalhangzóval rendelkező, magánhangzókat nem jelölő írás.
|                   |           | bilabiális | dentális   | dentális  | alveoláris | alveoláris | poszt- alveoláris | palatális | veláris | uvuláris | faringális | glottális |
| nem emfat.        | emfatikus | bilabiális | nem emfat. | emfatikus |            |            | poszt- alveoláris | palatális | veláris | uvuláris | faringális | glottális |
| ----------------- | --------- | ---------- | ---------- | --------- | ---------- | ---------- | ----------------- | --------- | ------- | -------- | ---------- | --------- |
| zár- hang         | zöngétlen |            |            |           | t          | tˀ (ṭ)     |                   |           | k       | q        |            | ʔ (ʾ)     |
| zár- hang         | zöngés    | b          |            |           | d          |            |                   |           | g       |          |            |           |
| rés- hang         | zöngétlen | f          | θ (ṯ)      | zˀ (ẓ)    | s (s3 / ś) | sˀ (ṣ)     | ʃ (s1 / s)        |           | x (ḫ)   |          | ħ (ḥ)      | h         |
| rés- hang         | zöngés    |            | ð (ḏ)      |           | z          |            |                   |           | ɣ (ġ)   |          | ʕ (ˀ)      |           |
| nazális           | nazális   | m          |            |           | n          |            |                   |           |         |          |            |           |
| laterális         | laterális |            |            |           | l          |            |                   |           |         |          |            |           |
| pergőhang         | pergőhang |            |            |           | r          |            |                   |           |         |          |            |           |
| félhangzó         | félhangzó | w          |            |           |            |            |                   | j (y)     |         |          |            |           |
| laterális réshang | zöngétlen |            |            |           | ɬ (s2 / š) | ɬˀ (ḍ)     |                   |           |         |          |            |           |

### Morfológia

#### Személyes névmások
Mint minden sémi nyelvben, az ódélarabban is létezik a személyes névmás független (vagy abszolút, ragozhatalan) és úgynevezett függő alakja. Ez utóbbi a független személyes névmások rövidült alakjának tekinthető (bár ez a leszámazás nem minden esetben látszik). Az alakok megegyeznek az általános sémi személyes névmásokkal.

A független alakok az alanyt jelölik (nominális mondatban: mrʾ ʾt úr vagy te, igei mondatban: hmw f|ḥmdw ők megköszönték), míg a függő alakok (lényegében ragként funkcionálva, nevük ezért névmási szuffixum is), attól függően, hogy milyen szófajhoz járulnak, az összes többi esetet: 
- prepozíciók végén az alanyt (ʿm|s1mn kettőjük|kel);
- névszók végén birtokragként funkcionálnak (ʿbd|hw szolgá|ja, bhn|s1w fia);
- igék végére kerülve pedig többnyire tárgyat jelölnek (qtl|hmw megölte|őket), ritkábban a részesesetet (datívuszt).

| Személyes névmások | Személyes névmások | Személyes névmások | Személyes névmások                                | Személyes névmások                                |
|                    |                    | Független alakok   | Függő alakok (névmási szuffixumok v. birtokragok) | Függő alakok (névmási szuffixumok v. birtokragok) |
| szám/személy/nem   | szám/személy/nem   | szabeus            | szabeus                                           | máini, katabáni, hadramauti                       |
| ------------------ | ------------------ | ------------------ | ------------------------------------------------- | ------------------------------------------------- |
| Egyes              | 1. c.              | ʾn                 | -n                                                |                                                   |
| Egyes              | 2. m.              | ʾnt, ʾt            | -k                                                | -k                                                |
| Egyes              | 2. f.              |                    | -k                                                |                                                   |
| Egyes              | 3. m.              | h(w)ʾ              | -hw, -h                                           | -s1w(w), -s1                                      |
| Egyes              | 3. f.              | hʾ                 | -h, -hw                                           | -s1, -s1yw (katab.), -ṯ(yw),-s3(yw) (hadr.)       |
| Kettes             | 2. c.              |                    | -kmy                                              | -ʾtmy                                             |
| Kettes             | 3. c.              | hmy                | -hmy                                              | -s1mn (máin), -s1my (katab., hadr.)               |
| Kettes             | 3. m.              |                    |                                                   | -s1m(y)n (hadr.)                                  |
| Többes             | 1. c.              |                    | -n                                                |                                                   |
| Többes             | 2. m.              | ʾntmw              | -kmw                                              |                                                   |
| Többes             | 2. f.              |                    |                                                   |                                                   |
| Többes             | 3. m.              | hmw                | -hm(w)                                            | -s1m                                              |
| Többes             | 3. f.              | hn                 | -hn                                               | -s1n                                              |

#### Nem
A többi sémi nyelvhez hasonlóan, az ódélarab névszók is hím- vagy nőneműek. A hímnem jelöletlen (-∅), a nőnem végződése -t. A -t megjelenhet szóvégen (bʿl úr - bʿl|t úrnő, hgr város (m.) - fnw|t csatorna (f.) ), a státuszoknál pedig a hímnemű alak és a státuszvégződés között (-m → -tm, ld. a táblázatban).

#### Szám
A névszók egyes, kettes és többes számban állhatnak. Az egyes számnak nincs külön képzése.
A többes szám képzése külső és belső képzéssel (azaz végraggal vagy belső szóalakváltozással és ehhez járuló elő-, utó- vagy belső ragokkal), valamint ezek kombinációival történhet. Mint a sémi nyelvekben általában, itt is lehetséges ugyanazon alapszóból különféle módon többféle többest is képezni, akár jelentésmegoszlással, akár anélkül (lásd a példákat).
A külső képzésű többes végződése hímnemben a státuszok szerint változik, a nőnem végződése mindig -t (vagy -ht; kiejtése valószínűleg *-āt, így a -h- magánhangzóbetűként funkcionál): ʾnṯ|t nő → ʾnṯ|ht nők (máini).
A leginkább az arabból ismert belső képzésű, úgynevezett tört többes szám az ódélarabban ritka.
- ʾ -előraggal: byt ház → ʾ|byt házak;
- t-végraggal (gyakran m-előragos, azaz participiális képzésű szavaknál): m|ḥfd torony → m|ḥfd|t tornyok;
  - a kettő együtt: ḫrf év → ʾ|ḫrf|t évek, byt ház → ʾ|byt|t házak.
- -w-/-y-belső raggal: ḫrf év → ḫrwf / ḫryf / ḫryft évek.

Mindezek mellett előfordul a rag nélküli képzés is: fnw|t csatorna (f.) → fnw(∅) csatornák
Helyenként a reduplikált többes is kimutatható: ʾl isten → ʾlʾl|t istenek.
A kettes szám végződései a szó státuszától függnek: ḫrf év → ḫrf|n két év (stat. indet.).

#### Státuszok
A sémi nyelvekre jellemző státuszok (a névszó úgynevezett állapotai vagy helyzetei) itt is léteznek, ezek röviden a névszók különféle mondat- vagy szószerkezetbeli kapcsolatait jelenítik meg. A státuszok szoros összefüggésben vannak a nemmel és a számmal. A hímnemű szavaknál a szótőhöz, a nőneműeknél a -t-vel bővült tőhöz járuló ragokat nevezhetjük státuszragoknak is, de általában nem szokás így nevezni őket, mivel a lenti rendszer adja a névszók tulajdonképpeni ragozását.
|             | Status indeterminatus (határozatlan helyzet) (-m / -n) | Status indeterminatus (határozatlan helyzet) (-m / -n) | Status determinatus (határozott helyzet) (-n) | Status determinatus (határozott helyzet) (-n) | Status constructus (szerkesztett helyzet) (-ø /-yø / -wø) | Status constructus (szerkesztett helyzet) (-ø /-yø / -wø) |
| szám / nem: | hn (-ø-)                                               | nn (-t-)                                               | hn (-ø-)                                      | nn (-t-)                                      | hn (-ø-)                                                  | nn (-t-)                                                  |
| ----------- | ------------------------------------------------------ | ------------------------------------------------------ | --------------------------------------------- | --------------------------------------------- | --------------------------------------------------------- | --------------------------------------------------------- |
| egyes       | -m (-hm)                                               | -tm (-thm)                                             | -n (-hn)                                      | -tn (-thn)                                    | -ø                                                        | -tø                                                       |
| többes      | -n (-hn)                                               | -tm (-thm)                                             | -nhn (-hnhn)                                  | -tn (-thn)                                    | -w / -y                                                   | -tø                                                       |
| kettes      | -n (-hn)                                               | -tn (-thn)                                             | -nhn (-hnhn)                                  | -tnhn (-thnhn)                                | -ø / -y                                                   | -ty                                                       |

Az első alakok a szabeusból valók, a zárójelben lévők a hadramauti és máini alakok, melyek a státuszvégződések előtt egy - valószínűsíthetően magánhangzót jelölő - plusz -h-val bővülnek.
A határozatlan helyzet (status indeterminatus) a névszó általános, közelebbről meg nem határozott alakja, az ódélarabban ezt egyes számban -(h)m (mimáció), többesben és kettesben -(h)n végződés fejezi ki: ṣlm|m egy (közelebbről meg nem határozott) szobor / szobor általában.
A határozott helyzet (status determinatus) nagy vonalakban megfelel a névelős névszónak, ezt minden számban és nemben -(h)n (nunáció) fejezi ki: a stat. indet. -m-je -n-re változik (egyes szám), ahol pedig már -n áll, ott még eggyel bővül (többes és kettes -n → -n|hn). ṣlm|n a szobor, bḥr|hn a tenger (hadr.).
A szerkesztett helyzet (status constructus) a névszó legrövidebb alakja, az előző státuszok -m- és -n-jének leesésével alakul ki - lényegében a szó ragozatlan formája. Szerepe alapvető, mivel ez a státusz képezi a birtokragozás valamint a birtokos szerkezet alapját (a két előző státusz ragozhatatlan és birtokviszonyban sem állhat). A rag leesésekor többes és kettes számban egy biztosan vokalikus (-í vagy -é, illetve -ú (-ó) ejtésű) szóvégi -y vagy -w jelenhet meg. A státusz akkor jelenik meg, amikor a szó egy másiktól valamilyen vonatkozásban - többnyire birtokként - függésbe kerül, vagyis egybe lesz „szerkesztve” egy raggal, szóval vagy tagmondattal:
- birtokviszonyban:
  - birtokrag előtt (ezt nevezik status pronominalis-nak, birtokrag előtti helyzetnek is): ʿbd|hw szolgá|ja (szab.), bn|s1ww fia (katab.);
  - önálló birtokos előtt: mlk|y s1bʾ Sába két királya (szab.), gnʾ|hy myfʾt Majfa'at két fala (hadr.);
- vonatkozói mondatban: kl s1bʾt w|ḍbyʾ w|tqdmt, s1bʾy w|ḍbʾ tqdmn mrʾy|hmw 
»minden expedíció és|háború és|támadás«, amit kezdtek és|vezettek, irányítottak az ő két királyaik

#### Eset
Az (arabhoz hasonló) hármas esetvégződési rendszer, melyet szóvégi rövid magánhangzók segítségével fejeztek ki (alanyeset -u, tárgyeset -a, függő eset -i) nagy valószínűséggel az ódélarabban is létezett, de a vokalizáció hiánya miatt nem érhető tetten.

### Igék

#### Igeragozás
A nyugati sémi nyelvekhez hasonlóan a verbum finitumnak az ódélarabban is két alakja van: a végragokkal képzett perfektum és az előragos imperfektum. Az imperfektum rendelkezik a nemek elkülönítésére szolgáló végragokkal is. A ragok az ige gyökéhez járulnak, a ragozás, mint minden sémi nyelvben „visszafelé” halad, az alap- és egyben szótári alak az egyes szám 3. személy hímnem (E/3hn vagy S/3m). A 3. és 2. személyek kétneműek, az 1. személyek közös neműek (communis).
Az imperfektumnak egy rövid és egy vég-núnnal toldott hosszú alakja van. Utóbbit nevezik nunos vagy n-imperfektum-nak vagy energizált alaknak is, a núnt pedig függesztett núnnak (nun paragogicum) vagy energizáló núnnak (nun energicum) is. Az alak pontos jelentéstartalma azonban az ókori sémi nyelvek egyikében sem ismert.
Az alakok pontos kiejtése a vokalizáció hiánya miatt ismeretlen, ugyancsak e miatt az aktív és passzív alakok között sem lehet különbséget tenni (ezek csak a szövegösszefüggésből következtethetőek ki).
|            |                          | Perfektum       | Imperfektum | Imperfektum |
| ---------- | ------------------------ | --------------- | ----------- | ----------- |
| rövid alak | hosszú (energizált) alak | Perfektum       |             |             |
| Egyes      | 3. m.                    | fʿl             | y-fʿl       | y-fʿl-n     |
| Egyes      | 3. f.                    | fʿl-t           | t-fʿl       | t-fʿl-n     |
| Egyes      | 2. m.                    | fʿl-k           |             |             |
| Egyes      | 2. f.                    | fʿl-k           | t-fʿl       | t-fʿl-n     |
| Egyes      | 1. c.                    | fʿl-k (?)       |             |             |
| Többes     | 3. m.                    | fʿlw-w          | y-fʿl-w     | y-fʿl-nn    |
| Többes     | 3. f.                    | fʿl-y fʿl-n (?) | t-fʿl-n(?)  | t-fʿl-nn(?) |
| Többes     | 2. m.                    | fʿl-kmw         |             | t-fʿl-nn    |
| Kettes     | 3. m.                    | fʿl(-y)         | y-fʿl-y     | y-fʿl-nn    |
| Kettes     | 3. f.                    | fʿl-ty          | t-fʿl-y     | t-fʿl-nn    |

#### Igemódok
Az imperfektum négy, úgynevezett módját a b- és l- prepozícióknak a két imperfektum-alak elé való tételével képzik (Ezeket ugyan néha külön módjelnek vagy prefixumnak is nevezik, de alakilak és genetikusan is megegyeznek a vonatkozó prepozíciókkal.)
- Indikatív vagy kijelentő mód: A rövid imperfektumi alak, a katabániban és a máiniban néhol a b- prepozícióval előzve: b|ys2ṭ kereskedett (katab.). Perfektumi jelentésben: w|yqr Zydʾl b|wrḫh ḥtḥr és|meghalt Zajd'il Hathor hónapjában (máini).
- Prekatív vagy óhajtó mód: A hosszú imperfektumból l- prepozícióval képzett l-yfʿln (illetve előrag nélküli l-fʿlnn) forma: w-l-yḫmrn|hw ʾlmqhw Bár megvédené|őt Almaqahu (isten)!.
- Jusszív vagy parancsoló mód: A rövid imperfektumból l- prepozícióval képzett l-yfʿl forma: l-yʾt jönnie kell! (szab.).
- Vetitív vagy tiltó mód: A rövid imperfektumból az ʾl tagadószóval képzett ʾl yfʿl forma, kizárólag negatív tartalmú felszólításra, tiltásra vagy parancsra: w|ʾl yhwfd ʿlbm és ne ültessen ʿilb-fákat!.

#### Igetörzsek
Az ódélarabban 7 igetörzs létezik, a törzsek képzése itt is a gyök elé tett igetörzsképző elemekkel történik.
Példák a kauzatív tartalmú h-/s-törzsre (a dialektusok közötti h / s váltakozás teljesen szokásos általános sémi jelenség):
- qny kap → hqny (szab.) / s1qny (többi dialektus) felajánl, adományoz
- qwm felkel → hqm (szab.) / s1qm (többi dialektus) felállít, elrendel

Példák a kauzatív tartalmú t-törzsre
- qwm felkel → tqwmw tanúsít (felállít, bebizonyít)

### Szótárak
- Beeston, A. F. L. - Ghul, M. A. - Müller, W. W. - Ryckmans, J.: Sabaic Dictionary / Dictionnaire sabéen /al-Muʿdscham as-Sabaʾī (Englisch-Französisch-Arabisch), Louvain-la-Neuve, 1982. ISBN 2-8017-0194-7
- Copeland Biella, Joan: Dictionary of Old South Arabic. Sabaean dialect., Eisenbrauns, 1982. ISBN 1-57506-919-9
- Ricks, S. D.: Lexicon of Inscriptional Qatabanian. (Studia Pohl, 14), Pontificial Biblical Institute, Rome, 1989.

### Szövegkiadások
- Avanzini, Alessandra: Corpus of South Arabian Inscriptions I-III. Qatabanic, Marginal Qatabanic, Awsanite Inscriptions. (Arabia Antica 2) Ed. PLUS, Pisa 2004 ISBN 88-8492-263-1
- Ryckmans, J. - Müller, W. W. - Abdallah, Y. M.: Textes du Yémen antique. Inscrits sur bois. (Institut Orientaliste, Band 43), Institut Orientaliste, Louvain, 1994

## Külső hivatkozások
- CSAI: Corpus of South Arabian Inscriptions Az ódélarab feliratok digitális adatbázisa.